# How to Save a Life (píseň)
„How to Save a Life“ je píseň coloradské pop rockové skupiny The Fray. Jedná se o titulní singl jejich stejnojmenného alba How to Save a Life. Píseň se v žebříčku Billboard Hot 100 dostala do první trojky a byla též prvním úspěchem skupiny mimo Spojené státy. V Kanadě, Austrálii, Irsku, Švédsku a Spojeném království se dostala do Top 5 singlů. Skupina The Fray byla za píseň nominovaná na cenu Grammy Award.
Premiéru měla píseň 19. března 2006 v televizním seriálu Chirurgové (Grey's Anatomy) v epizodě Pověra. Objevila se též 25. dubna 2006 v televizním seriálu Scrubs: Doktůrci (S05E20 "My Lunch"). Oficiální vydání pak proběhlo 4. července téhož roku.